# Efferia eraxoides
Efferia eraxoides är en tvåvingeart som först beskrevs av Charles Howard Curran 1935.  Efferia eraxoides ingår i släktet Efferia och familjen rovflugor. Inga underarter finns listade i Catalogue of Life.